# سرتن افینیتی
سرتن افینیتی (انگلیسی: Certain Affinity) شرکت بازی ویدئویی آمریکایی است، که در سال ۲۰۰۶ تأسیس شد.